# Observatorul Kanzelhöhe
Observatorul Kanzelhöhe pentru cercetare solară și de mediu este un institut specializat pentru observarea zilnică a activității solare. Acesta este situat în sudul Austriei, pe Kanzelhöhe, un vârf de 1526 de metri al muntelui Gerlitzen, la aproximativ zece kilometri nord-est de Villach, în landul federal Carintia.